# Taça Latina de 1988
A Taça Latina de 1988 foi a 10ª edição da Taça Latina.
| País     | J | V | E | D | GM | GS | DG  | Pts |
| -------- | - | - | - | - | -- | -- | --- | --- |
| Portugal | 3 | 3 | 0 | 0 | 12 | 2  | 2   | 6   |
| Itália   | 3 | 2 | 0 | 1 | 13 | 10 | 3   | 4   |
| Espanha  | 3 | 0 | 1 | 2 | 7  | 12 | -5  | 1   |
| França   | 3 | 0 | 1 | 2 | 8  | 23 | -15 | 1   |

|          | Portugal | Itália | Espanha | França |
| -------- | -------- | ------ | ------- | ------ |
| Portugal |          | 2-0    | 3-0     | 7-2    |
| Itália   |          |        | 3-1     | 10-0   |
| Espanha  |          |        |         | 6-6    |
| França   |          |        |         |        |